# Can Pelegrí (Cardedeu)
Can Pelegrí és una masia de Cardedeu (Vallès Oriental) inclosa a l'Inventari del Patrimoni Cultural Català.

## Descripció
Es tracta d'un mas aïllat de grans dimensions, envoltat de camps de conreu i zones boscoses. Està situat a prop de les vies de tren, de la carretera C-251 i del camí Serra de Can Sabater.
La masia, orientada a migdia, és de planta rectangular i té planta baixa, pis, golfes i coberta de teula àrab de dos vessants -una d'elles és molt més allargada-, amb carener perpendicular a la façana principal. Aquesta té dues parts ben diferenciades. La central, que ocupa bona part de la superfície, té tres eixos de composició vertical. A la planta baixa està la porta d'accés, d'arc pla i ubicada en un dels laterals. Al primer pis i centrada hi ha una porta rectangular que dona a un balcó individual amb llosana de pedra i baranes de ferro. A banda i banda hi ha dues finestres quadrades i emmarcades, com l'obertura central. Al nivell de les golfes hi ha una sèrie de tres obertures d'arc de mig punt que comparteixen un mateix ampit, situades al mig de la façana.
L'altra part de la façana està formada per una galeria de tres arcs de mig punt al primer pis i que s'estén per la façana lateral i part de la posterior. El parament d'aquest volum és arrebossat i pintat.
A ponent i a poca distància de la masia se situen les dependències originàriament destinades al bestiar. Es tracta d'un conjunt de cossos units de planta rectangular, de diferents alçades i proporcions (alguns són de planta baixa i altres compten amb un pis), amb coberta de teula àrab de dues aigües amb carener paral·lel a la façana principal. Cadascun d'ells té portals d'arc de mig punt.

## Història
Antigament, havia existit en el mateix emplaçament una masia coneguda pel mateix nom. Al costat hi havia la capella de Sant Salvador, ja esmentada l'any 1073. Depenia del monestir de Sant Salvador de Breda i es va conservar en estat ruïnós fins al 1901.
Entre 1897 i 1898 es va construir l'actual mas, pomogut per Pere Abella i segons el projecte del mestre d'obres Jaume Brossa i Mascaró.
Durant la Guerra Civil espanyola, fou saquejat i molt malmès, i en passar a ser residència de la família Rivière s'hi van realitzar diverses reformes.
En aquest mateix indret es van trobar restes ibèriques i romanes.